# Ноумен
Ноумен (від грец. νους — розум) — філософський термін, яким позначається річ або подія як незалежні від наших відчуттів.
Термін «ноумен» зазвичай використовується у філософії на противагу терміну «феномен», як явище, дане нам через відчуття. Але ноумен це не реальний об'єкт, що викликає феномен, а об'єкт нашого розуму, відомий нам через уяву.
Іммануїл Кант використовував термін «ноумен» як синонім терміна «річ у собі», однак такий ужиток надалі критикували інші філософи, наприклад, Артуром Шопенгауером. Для І. Канта ноуменальне знання не дається в акті інтелектуальної інтуїції чи якогось інсайту, воно здобувається на засадах послідовності, доказовості й методичної виваженості, не передбачає миттєвого проникнення у сутність речей, а потребує чітких, зважених кроків свого розгортання, доказів, перевірки чи спростування. Ноумени – це першочергово приписи, атрибути суб’єктивного бачення світу. Тільки феномени можуть слугувати об’єктами пізнання, тоді як ноумени залишаються предметом віри – постулатами практичного розуму.